# 2015년 바가 학살
2015년 바가 학살은 2015년 1월 3일부터 7일까지 보코 하람이 나이지리아 보르노주의 바가 마을과 그 주변에서 일어난 일련의 대량 학살 사건이다. 보코 하람은 1월 3일 차드, 니제르, 나이지리아군으로 구성되어 있는 다국적 합동 태스크포스 기지의 군사 본부를 공격하면서 이후 이 지역의 주민 수천 명을 처형하였고, 1월 7일까지 대량 학살이 절정으로 치닫게 되면서 외부에 알려지게 되었다.
사망자는 매우 많은 것으로 알려져 있지만 정확한 수가 얼마인지는 제대로 알려져 있지 않다. 지역 공무원이나 도망친 주민들은 최대 2,000명의 사람들이 사망하거나 "신원 불명"이 되었다고 말했지만, 다른 보고에서는 최소 수백명으로 잡기도 한다. 여러 정부 관리들은 보고된 사망자가 광범위하다는 것을 부인했으며, 심지어 일부는 학살이 일어나지 않았다고 하거나 나이지리아군이 이 지역에서 무장세력을 격퇴했다고 주장했으나, 이러한 주장은 지방 공무원, 학살의 생존자, 국제 언론을 통해 반박되었다.
바가와 주변 16개 마을이 완전히 파괴되어 난민 35,000명 이상이 발생했고 많은 사람들이 차드호를 건너면서 익사가 우려되고 있고 호수 위의 섬에 갇혀있기도 한다. 이 공격으로 보코 하람이 보르노 주의 70% 이상을 점령했다는 의견이 나오고 있다.

## 배경
보르노 주의 바가 도시는 1994년 나이지리아, 차드, 니제르가 보코 하람을 퇴치하고 최근의 국경 문제 및 반군 처리를 위해 창설한 다국적 합동 태스크포스(MNJTF)의 본부가 있는 나이지리아군 육군 기지가 있었다. 이러한 이유로, 이 도시는 보코 하람이 전략적으로 가장 중요하게 생각했던 도시기도 했으며 정부 및 국제군의 주요 군사 기지 역할로서 나이지리아가 마지막까지 장악하고 있던 보르노 주 북부의 대도시 중 하나였다.

## 공격과 학살
2015년 1월 3일, 보코 하람이 바가 마을을 점령하고 MNJTF 본부와 나이지리아군 기지로 급속히 퍼지기 시작했다.

## 같이 보기
- 2013년 바가 학살
- 나이지리아의 종교 분쟁